# Casa d'Argo
La casa d'Argo è una casa di epoca romana, sepolta durante l'eruzione del Vesuvio del 79 e riportata alla luce a seguito degli scavi archeologici dell'antica Ercolano.

## Storia e descrizione

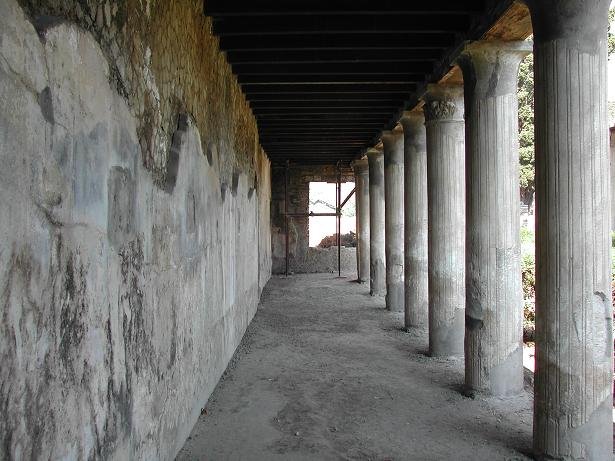
Il colonnato

La casa d'Argo fu sepolta così come il resto della città sotto una colata di fango, solidificatasi in tufo con il passare degli anni, provocata dalle colate piroclastiche durante l'eruzione del Vesuvio nel 79; venne ritrovata durante le indagini borboniche ed in parte riportata alla luce, con scavi a cielo aperto nella metà del XIX secolo ed in seguito all'inizio del XX secolo da Amedeo Maiuri: una buona parte resta tuttavia ancora da esplorare ed al momento dei primi scavi, intorno al 1820, destò scalpore per le ottime condizioni in cui fu ritrovato il piano superiore.
L'ingresso principale della casa d'Argo è posto sul cardo II, ancora da scavare, e quindi l'accesso è consentito lungo il cardo III dove si trova un ingresso secondario o da un varco aperto durante le indagini borboniche, ricavato dall'abbattimento di un muro dalla vicina casa di Aristide: deve il suo nome ad un affresco del peristilio, andato perduto, che raffigurava Argo nell'atto di guardare la ninfa Io. L'abitazione è caratterizzata da un peristilio, porticato su tre lati con colonne stuccate, lungo il quale si aprono diverse stanze tra cui il triclinio e diversi ambienti residenziali; una piccola porta conduce ad un secondo peristilio, più piccolo, le cui colonne si intravedono attraverso i cunicoli scavati in epoca borbonica.
Fino al 1875, quando i lavori di scavo a cielo aperto vennero abbandonati, era anche possibile osservare il piano superiore, andato poi distrutto, eccetto un vano che si alza sull'esedra, che affacciava direttamente sul grande peristilio e sul cardo III e nei cui ambienti, utilizzati come deposito, vennero ritrovati farina, pani in attesa di essere infornati e vasi in terracotta colmi di mandorle, legumi, olive, farro e frutta.
Le uniche decorazioni superstiti sono alcune in gesso nei pressi dell'ingresso secondario e pannelli affrescati in quarto stile nell'esedra: questi sono caratterizzati da un fondo rosso, con cornice con elementi geometrici ed architettonici ed al centro una raffigurazione a tema mitologico.